# KZ Zschorlau
Das KZ Zschorlau wurde vom 21. April 1933 bis 10. Juli 1933 in einem leerstehenden Fabrikgebäude der Sächsischen Metallwarenfabrik August Wellner Söhne AG aus Aue/Sa. in der Gemeinde Zschorlau im sächsischen Erzgebirge betrieben. Es handelte sich um ein sogenanntes „frühes“ oder auch „wildes“ Konzentrationslager.

## Geschichte

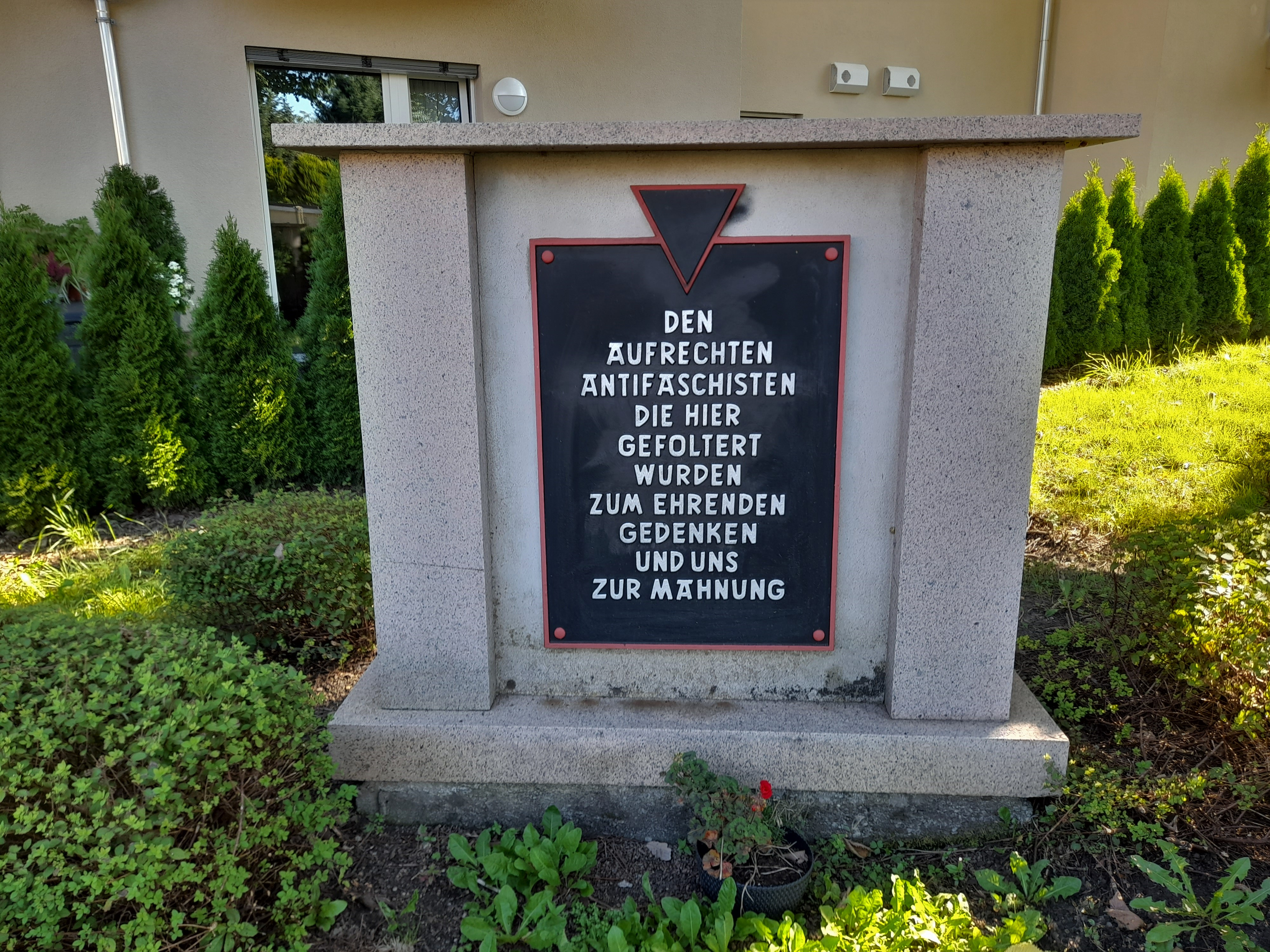
OdF-Denkmal am ehemaligen Standort des KZ Zschorlau

Das Konzentrationslager wurde 1933 von der Amtshauptmannschaft Schwarzenberg betrieben und finanziert. Die Firma Wellner stellte außer dem Fabrikgebäude in der Albernauer Landstraße 2 auch Einrichtungsgegenstände und Baumaterialien kostenlos zur Verfügung, so dass sich die Einrichtungskosten des KZ Zschorlau nur auf ca. 1000 Reichsmark beliefen.
Im Konzentrationslager wurden 207 politische Gegner, darunter auch einige Juden und Tschechoslowaken, inhaftiert und gefoltert. Die ersten 53 Häftlinge kamen aus der Sicherheitspolizeikaserne in Aue gemeinsam mit 18 Wachleuten. Es folgten 23 Insassen des Gefängnisses des Amtsgerichts Schwarzenberg.
Zahlreiche Misshandelte starben kurz darauf an der erlittenen Folter. Nach der Auflösung des Lagers auf Veranlassung des Landeskriminalamtes Dresden am 10. Juli 1933 wurden 50 Häftlinge in das Zuchthaus Zwickau-Osterstein, ca. 30 Häftlinge in das KZ Sachsenburg deportiert und ca. 50 Personen freigelassen. Das KZ wurde aufgelöst, um Kosten einsparen zu können.
Lagerkommandant war Robert Weißmann (1907–1974). Zu den namentlich bekannten Häftlingen zählen Paul Korb und Erich Weidlich (beide KPD).
Eine Gedenktafel erinnert heute an die Opfer. Das Gebäude existiert nicht mehr.